# Signy-le-Petit
Signy-le-Petit és un municipi francès situat al departament de les Ardenes i a la regió del Gran Est. L'any 2007 tenia 1.292 habitants.

## Demografia

### Població
El 2007 la població de fet de Signy-le-Petit era de 1.292 persones. Hi havia 537 famílies de les quals 186 eren unipersonals (91 homes vivint sols i 95 dones vivint soles), 150 parelles sense fills, 138 parelles amb fills i 63 famílies monoparentals amb fills.
La població ha evolucionat segons el següent gràfic:
Habitants censats

### Habitatges
El 2007 hi havia 666 habitatges, 541 eren l'habitatge principal de la família, 79 eren segones residències i 47 estaven desocupats. 586 eren cases i 79 eren apartaments. Dels 541 habitatges principals, 348 estaven ocupats pels seus propietaris, 180 estaven llogats i ocupats pels llogaters i 13 estaven cedits a títol gratuït; 4 tenien una cambra, 22 en tenien dues, 68 en tenien tres, 150 en tenien quatre i 297 en tenien cinc o més. 373 habitatges disposaven pel capbaix d'una plaça de pàrquing. A 282 habitatges hi havia un automòbil i a 157 n'hi havia dos o més.

### Piràmide de població
La piràmide de població per edats i sexe el 2009 era:
| Homes | Edats   | Dones |
| ----- | ------- | ----- |
| 0     | 95 o +  | 4     |
| 4     | 90 a 94 | 16    |
| 0     | 85 a 89 | 32    |
| 0     | 80 a 84 | 20    |
| 20    | 75 a 79 | 40    |
| 32    | 70 a 74 | 36    |
| 28    | 65 a 69 | 48    |
| 44    | 60 a 64 | 40    |
| 16    | 55 a 59 | 8     |
| 48    | 50 a 54 | 40    |
| 36    | 45 a 49 | 20    |
| 52    | 40 a 44 | 52    |
| 44    | 35 a 39 | 60    |
| 28    | 30 a 34 | 40    |
| 52    | 25 a 29 | 40    |
| 36    | 20 a 24 | 20    |
| 56    | 15 a 19 | 29    |
| 48    | 10 a 14 | 36    |
| 36    | 5 a 9   | 48    |
| 32    | 0 a 4   | 36    |

## Economia
El 2007 la població en edat de treballar era de 765 persones, 506 eren actives i 259 eren inactives. De les 506 persones actives 387 estaven ocupades (229 homes i 158 dones) i 118 estaven aturades (60 homes i 58 dones). De les 259 persones inactives 74 estaven jubilades, 64 estaven estudiant i 121 estaven classificades com a «altres inactius».

### Ingressos
El 2009 a Signy-le-Petit hi havia 530 unitats fiscals que integraven 1.256,5 persones, la mediana anual d'ingressos fiscals per persona era de 13.103 €.

### Activitats econòmiques
Dels 54 establiments que hi havia el 2007, 2 eren d'empreses extractives, 3 d'empreses alimentàries, 1 d'una empresa de fabricació de material elèctric, 2 d'empreses de fabricació d'altres productes industrials, 5 d'empreses de construcció, 4 d'empreses de comerç i reparació d'automòbils, 4 d'empreses de transport, 8 d'empreses d'hostatgeria i restauració, 4 d'empreses financeres, 2 d'empreses immobiliàries, 4 d'empreses de serveis, 10 d'entitats de l'administració pública i 5 d'empreses classificades com a «altres activitats de serveis».
Dels 12 establiments de servei als particulars que hi havia el 2009, 1 era una gendarmeria, 1 oficina de correu, 1 una oficina bancària, 1 funerària, 1 paleta, 2 fusteries, 2 lampisteries, 2 perruqueries i 1 restaurant.
Dels 3 establiments comercials que hi havia el 2009, 1 era una botiga de més de 120 m² i 2 fleques.
L'any 2000 a Signy-le-Petit hi havia 19 explotacions agrícoles que ocupaven un total de 897 hectàrees.

## Equipaments sanitaris i escolars
El 2009 hi havia 1 farmàcia i 1 ambulància.
El 2009 hi havia una escola elemental. Signy-le-Petit disposava d'un col·legi d'educació secundària amb 332 alumnes.

## Poblacions més properes
El següent diagrama mostra les poblacions més properes.